# Казанка (Муромцевский район)
Казанка — деревня в Муромцевском районе Омской области России. Входит в состав Курганского сельского поселения .

## История
Основана в 1913 г. В 1928 году состояла из 39 хозяйств, основное население — чуваши. В составе Надеждинского сельсовета Муромцевского района Тарского округа Сибирского края.

## Население
| 1926 | 2010 |
| ---- | ---- |
| 202  | ↘23  |